# Jolobî, Ohtîrka
Jolobî (în ucraineană Жолоби) este un sat în comuna Rîbalske din raionul Ohtîrka, regiunea Sumî, Ucraina.

## Demografie
Componența lingvistică a localității Jolobî
     Ucraineană (100%)
Conform recensământului din 2001, toată populația localității Jolobî era vorbitoare de ucraineană (100%).